# Campylocheta fasciatus
Campylocheta fasciatus är en tvåvingeart som först beskrevs av Charles Howard Curran 1938.  Campylocheta fasciatus ingår i släktet Campylocheta och familjen parasitflugor. Inga underarter finns listade i Catalogue of Life.